# Ciclotornídeos
Ciclotornídeos (Cyclotornidae) é uma família de insectos da ordem Lepidoptera.